# Juan Aguilera
Juan Aguilera (23 d'octubre de 1903 - 21 d'octubre de 1979) fou un futbolista xilè.

## Selecció de Xile
Va formar part de l'equip xilè a la Copa del Món de 1930.